# Hololepta vagata
Hololepta vagata är en skalbaggsart som beskrevs av Lewis 1912. Hololepta vagata ingår i släktet Hololepta och familjen stumpbaggar. Inga underarter finns listade i Catalogue of Life.